# انتخابات الرئاسة الغينية 1982
انتخابات الرئاسة الغينية 1982 هي انتخابات رئاسية جرت في 9 مايو 1982، في غينيا، لانتخاب رئيس غينيا.
فاز بالانتخابات أحمد سيكو توري.